# Tandilia derufata
Tandilia derufata là một loài bướm đêm trong họ Noctuidae.